# Северен Хванхе
Северен Хванхе (чосонгъл:황해 북도, правопис по системата на Маккюн-Райшауер Hwanghae-pukto) е една от деветте провинции в Северна Корея. Административен център на провинцията е град Чонджин (328 493). На север провинцията граничи с Южен Пхьонан, на северозапад със столицата Пхенян, която е под пряко държавно управление, на югозапад с Индустриален регион Кесон, на юг с Южна Корея, на запад с Южен Хванхе, а на изток с Канвон. Северен Хванхе е създадена през 1954 г. след разделянето на тогавашната провинция Хванхе на северна и южна част. През 2003 г. град Кесон, който дотогава е на централно управление става част от Северен Хванхе.

## Административно деление
Провинция Северен Хванхе се дели на 3 града и 16 окръга.

### Градове (си)
- Саривон (사리원시; 沙里院市)
- Кесон (개성시; 開城市)
- Сонним (송림시; 松林市)

### Общини (гин)
- Чанпхун (장풍군; 長豐郡)
- Хванджу (황주군; 黃州郡)
- Кепхун (개풍군; 開豐郡)
- Коксан (곡산군; 谷山郡)
- Кимчхон (금천군; 金川郡)
- Понсан (봉산군; 鳳山郡)
- Пхенсан (평산군; 平山郡)
- Ринсан (린산군; 麟山郡)
- Синге (신계군; 新溪郡)
- Синпхьон (신평군; 新坪郡)
- Сохин (서흥군; 瑞興郡)
- Суан (수안군; 遂安郡)
- Тхосан (토산군; 兎山郡)
- Инпха (은파군; 銀波郡)
- Йонсан (연산군; 延山郡)
- Йотхан (연탄군; 燕灘郡)